# Gollinsofen

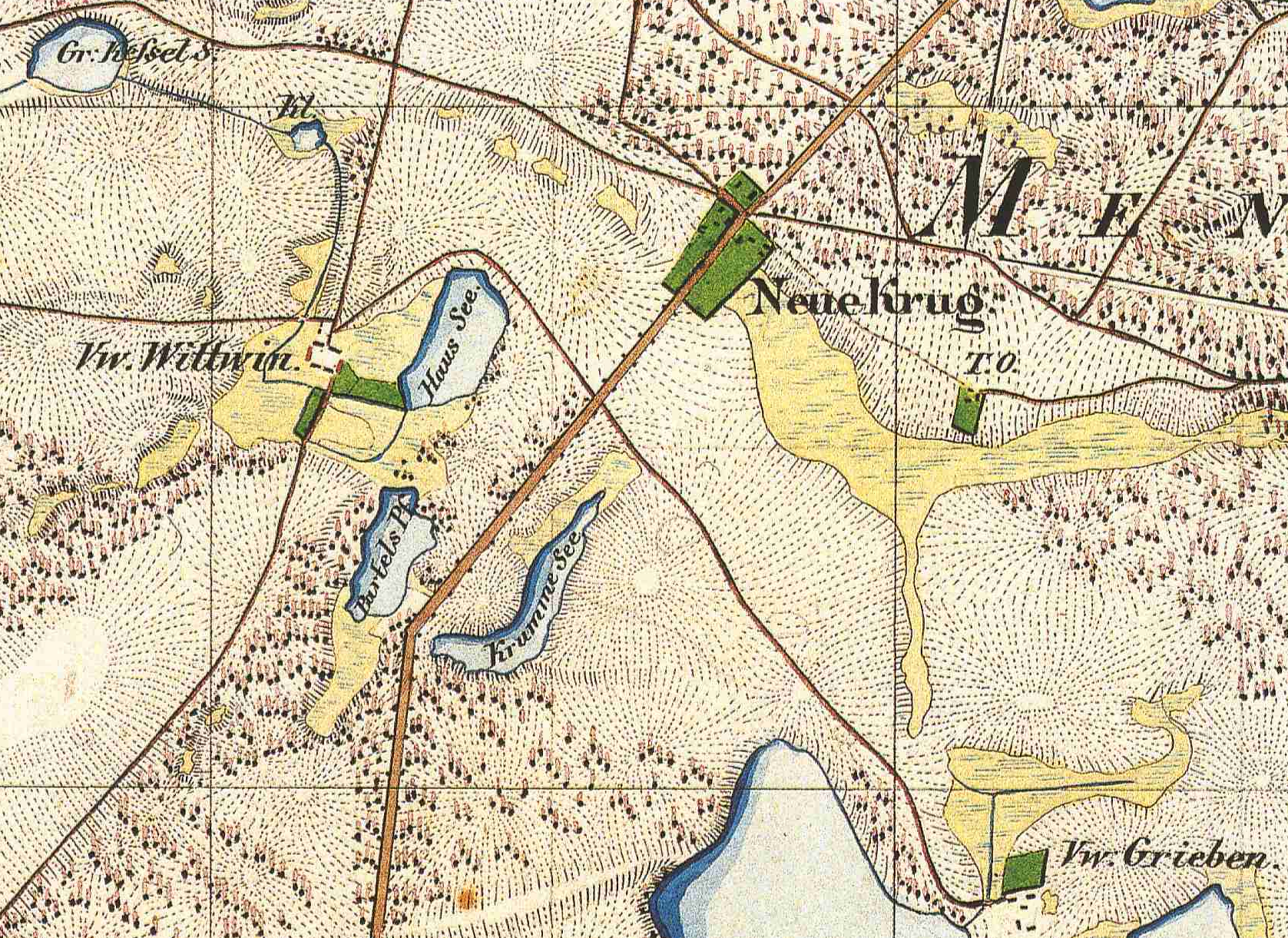
Die Gemeindeteile Beerenbusch, Feldgrieben und Wittwien der Stadt Rheinsberg und der abgegangene Teerofen Gollinsofen auf dem Urmesstischblatt 2843 Rheinsberg von 1825.

Gollinsofen war ein Teerofen südöstlich vom heutigen Gemeindeteil Beerenbusch der Stadt Rheinsberg im Landkreis Ostprignitz-Ruppin (Brandenburg). Schon 1664 existierte hier bereits ein Teerofen des Amtes Lindow. Um/vor 1840 kam eine Unterförsterei hinzu. Die Siedlung wurde nach 1860 aufgegeben.

## Lage
Gollingsofen lag knapp 700 Meter südöstlich des heutigen Gemeindeteiles Beerenbusch bzw. 1,3 km nordnordwestlich des Gemeindeteils Feldgrieben auf etwa 70 m ü. NHN. Er war nur von Beerenbusch aus zu erreichen. Ein weiterer Weg führte durch den Menzer Forst zum Forsthaus Sellenwalde und Dollgow.

## Geschichte
Bereits 1664 existierte an dieser Stelle ein Teerofen, der zum Amt Lindow gehörte. 1764 wurde das Amt Lindow aufgelöst, das Amtsgebiet dem Amt Zechlin mit Sitz in Flecken Zechlin überwiesen. Im Schmettauschen Kartenwerk ist der Ort noch als T O. Müllern verzeichnet. Seit Ende des 18. Jahrhunderts ist der Name Gollinsofen belegt, nach dem damaligen Besitzer namens Gollin. Nach Johann Ernst Fabri gehörten zu Gollinsofen zwei Feuerstellen (Wohnhäuser), in denen 1767 5 Menschen wohnten; 1787 hatte Gollinsofen 9 Einwohner. Nach Friedrich Wilhelm Bratring wohnten dort 1798 11 Menschen. Der Teerschweler hatte zu seinem Teerofen Land, das mit 6 Scheffel Roggen, 2 Scheffel Hafer, 6 Scheffel Kartoffeln und 3 Scheffel Buchweizen besät wurde. Er besaß 10 Stück Rindvieh, 14 Schafe und 8 Schweine. Für 1801 gibt Friedrich Wilhelm Bratring nur noch eine Feuerstelle mit 11 Bewohnern an. 1817 hatte Gollinsofen 7 Bewohner, die nach Menz eingepfarrt waren. 1840 hatte Gollinsofen mit der Unterförsterei 2 Häuser und 17 Einwohner. Das  Topographisch-statistische(s) Handbuch gibt für 1858 die Einwohnerzahl mit 12 an. Für 1860 nennt die  Ortschaftsstatistik neben zwei Wohngebäuden auch zwei Wirtschaftsgebäude. Die Angabe von drei Wohnhäusern mit 17 Einwohnern bei Riehl und Scheu dürfte dagegen auf einem Irrtum beruhen.
| Jahr      | 1767 | 1787 | 1798 | 1801 | 1817 | 1840 | 1858 | 1860 |
| Einwohner | 5    | 9    | 11   | 11   | 7    | 17   | 12   | 8    |

Nach 1860 ging die Siedlung ein. Die Gründe sind nicht bekannt. Das Areal ist heute völlig bewaldet.